# Bridouxia
Bridouxia é um género de gastrópode  da família Thiaridae.
Este género contém as seguintes espécies:
- Bridouxia giraudi Bourguignat, 1885
- Bridouxia leucoraphe (Ancey, 1890)
- Bridouxia ponsonbyi (Smith, 1889)
- Bridouxia praeclara (Bourguignat, 1885)
- Bridouxia rotundata (Smith, 1904)
- Bridouxia smithiana (Bourguignat, 1885)